# Woodbury (Vermont)
Woodbury est une municipalité (town) américaine de l'État du Vermont, située dans le comté de Washington. Lors du recensement de 2020, sa population s'élevait à 928 habitants.

## Géographie
Situé au nord-est de l'agglomération de Montpelier, le territoire de Woodbury forme un quadrilatère de 101,3 km2.
|        | Hardwick |       |
| Elmore | Woodbury | Cabot |
|        | Calais   |       |

## Histoire
Woodbury a été créée à la fin du XVIIIe siècle. Après la guerre de Sécession, l'exploitation du granit de la région est devenue rentable, et l'on a construit une ligne de chemin de fer pour transporter la pierre des carrières aux magasins de finition jusqu'à Hardwick, qui avait alors une connexion ferroviaire avec le monde extérieur. L'activité de finition de granit de Woodbury s'est estompée, bien qu'il soit encore extrait dans la ville et que le granit Woodbury Grey soit toujours vendu.

## Politique et administration
La municipalité est administrée par un conseil de trois membres élus (Selectboard) qui est responsable de la conduite générale des affaires locales. Il a pour fonctions de publier les règlements locaux, préparer le budget, superviser toutes les dépenses, gérer les employés municipaux et contrôler les bâtiments et les biens publics. Il est assisté de « justices de paix » élus et d'un administrateur (clerk town), réunis au sein du Conseil de l'autorité civile.